# Nhãn thông
Thuật ngữ nhãn thông, thần nhãn, thấu thị (tiếng Trung: 透視/ Tòushì) hay minh trí. Từ này trong tiếng Anh là clairvoyance, bắt nguồn từ tiếng Pháp clair nghĩa là clear (rõ ràng), voyance nghĩa là vision (tầm nhìn), để chỉ khả năng thu nhận có được thông tin về một đối tượng, người, địa điểm hoặc sự kiện vật lý thông qua các giác quan khác ngoài tầm với của thị giác thay vì các giác quan thông thường đã được biết, một dạng của ngoại cảm. Nhãn thông được định nghĩa bởi nhà thần triết (theosophist) Charles Webster Leadbeater (C. W. Leadbeater) theo giả thuyết thông thái về sự tạo lập vũ trụ có tên gọi thuyết thần trí. Thấu thị nằm trong nội hàm của ngoại cảm, nhưng do hiện tượng này khá đặc biệt nên chuyển thành đề mục riêng để nghiên cứu. Đa số các nhà khoa học phủ nhận hiện tượng này và xếp vào phạm trù giả khoa học.

## Quan điểm khoa học
Hiện nay, khoa học đã nghiên cứu và có rất nhiều báo cáo phủ nhận các hiện tượng siêu nhiên trong đó có Nhãn thông. Mọi nghiên cứu (trừ nghiên cứu tôn giáo) không chính thống về vấn đề này đều được coi là giả khoa học.

## Phân biệt
Theo truyền thuyết và tín ngưỡng Phật giáo nhãn thông được chia làm một số loại
1. Âm dương nhãn - thông thường trải qua tu luyện hoặc gặp biến cố trong đời sẽ tự khai mở (gặp đại họa không chết ắt có phúc về sau). Mắt này nhìn được 2 cõi âm và dương: vong linh quỷ thần và linh khí, tà khí.
2. Thiên nhãn - Nhãn này có được thông qua tu luyện tiên thuật hoặc đã mở được âm dương nhãn và cầu tiến làm nhiều việc đại thiện mà mở được, đây chính là con mắt nhìn xuyên thấu. Mắt này nhìn được cả quỷ thần (Âm dương nhãn chưa chắc nhìn được loại quỷ tu luyện nhiều năm). Nhãn này rất ít người có, nếu có họ cũng là chân nhân và không tiết lộ, hoặc sống ở trên trời.
3. Tuệ nhãn - hoặc huệ nhãn là con mắt trí tuệ, thấy quá trình luân hồi sinh tử, thấy được các thế giới và các tầng không gian khác.
4. Pháp nhãn - đây là loại nhãn của các la hán, bồ tát. Trong kinh Phật thuyết có nói đó thông thường là khai ngộ đến cảnh giới khác, đạt được các quả vị (Quả vị la hán, quả vị bồ tát...) Người có mắt này cực kì hiếm và hầu như vượt ra khỏi tam giới, ngũ hành. Quá khứ có các vị la hán và bồ tát. Họ nhìn thấu rõ tam giới, các tầng dưới quả vị và ngang quả vị của họ. Thông qua mắt này phân biệt rõ ràng chánh tà, pháp tính của vạn pháp, chứng một phần pháp thân của Phật.
5. Phật nhãn - đây là loại nhãn của các vị Giác ngộ (Phật, Như Lai). Những vị này thấu rõ mọi chuyện trong trời đất là nhờ vào nhãn này. Thấu hiểu tất cả, giảng giải tất cả.

Âm dương nhãn và Thiên nhãn là các nhãn có thể có được từ việc tu phước mà không cần tu luyện, đặc biệt âm dương nhãn có thể có được do nghiệp lực, chẳng hạn như linh hồn hay chúng sinh đã tiến vào cõi âm nên thấy được cõi âm. Các nhãn còn lại không thể cầu, cần phải thông qua tu hành chứng quả mới có thể đắc. Các loại nhãn có thể còn tùy "cơ địa", tuy có mắt nhưng người thì mắt sáng người thì mắt kém, hoặc có mắt nhưng không thể sử dụng hay nhìn, sai biệt tùy người. Nhãn thông chính là tâm nhãn, khi giác ngộ thì tâm đã được loại bỏ hoàn toàn chỉ còn lại Phật tính sáng suốt, Phật nhãn không phải tâm nhãn, không có thượng trung hạ và hơn kém, đạt đến Phật nhãn tức đã có tất thảy các loại nhãn, nó là Phật tính vốn có viên mãn trong kiến, văn, giác, tri khi mê Phật tính trở thành tâm và có thọ, tưởng, hành, thức. Chỉ có Phật mới đạt được Phật nhãn và chính là đã giác ngộ thấy rõ được hoàn toàn sự thật.